# Acantose
Acantose define-se como o aumento da espessura da epiderme, geralmente devido ao espessamento do estrato espinhoso (pele).
É também uma das características histológicas encontradas na psoríase juntamente com proliferação vascular.
Na obesidade a acantose pode surgir e reflete a severidade da resistência à insulina subjacente e diminui com a perda de peso.